# Paulino de Araújo Góis
Paulino de Araújo Góis, primeiro e único barão de São Miguel (Catu, 22 de setembro de 1840 — Catu, 18 de fevereiro de 1932), foi um fazendeiro brasileiro.
Casou com sua prima Joana Delfina de Araújo Góis, depois com sua também prima Carolina dos Reis de Araújo Góis.
Agraciado barão em 10 de agosto de 1888, era major da Guarda Nacional.
Seus restos mortais encontram-se na Capela de São Miguel, distrito do município de Catu.